# Nathan Edwin Brill
Nathan Edwin Brill (ur. 3 stycznia 1860 w Nowym Jorku, zm. 13 grudnia 1925 tamże) – amerykański lekarz.

## Życiorys
Praktykował w Mount Sinai Hospital w Nowym Jorku. W 1901 opisał postać tyfusu plamistego, znaną dziś jako choroba Brilla-Zinssera lub choroba Brilla. W 1913 razem z Mandelbaumem opisał patomorfologię choroby Gauchera i wprowadził obowiązującą do dziś nazwę.